# Tamerlan Aliyev
Pour les articles homonymes, voir Aliyev.
Tamerlan Aziz oğlu Aliyev (en azéri : Tamerlan Əziz oğlu Əliyev) est un médecin et professeur de médecine azerbaïdjanais né le 3 octobre 1921 dans le village de Shakhtakhti, dans la région du Nakhitchevan et mort le 7 avril 1997 à Bakou.

## Biographie
Tamerlan Aliyev est né le 3 octobre 1921 dans le village de Shakhtakhti, dans la région de Nakhitchevan.  En 1918, ses parents sont expulsés d'Erevan et emménagent à Bakou. Tamerlan Aliyev passe toute sa vie à Bakou. En 1940, il entre à la faculté de médecine et de prévention de l'Institut de médecine d'État d'Azerbaïdjan.

## Carrière
En septembre 1943, il est épidémiologiste à l'Institut de recherche en épidémiologie et microbiologie de Bakou, et en 1944 assistant au Département de microbiologie de l'Institut de médecine d'État d'Azerbaïdjan. Depuis 1945, le jeune diplômé devient résident clinique, puis assistant, professeur agrégé, professeur et chef de la chaire à l'université de médecine d'Azerbaïdjan.

## Recherches scientifiques
Aliyev, parallèlement aux activités pédagogiques, thérapeutiques et organisationnelles, s'occupait également de la recherche scientifique. Au début des années 1950, il étudie des stations climatiques et thermales azerbaïdjanaises, y compris les eaux d'Istisu et de Daridag, les effets de l'huile de Naftalan sur les humains et les animaux. En 1954, il soutient sa thèse sur les « Caractéristiques des changements de la réactivité immunitaire des animaux sous l'influence de l'huile de naphtalane ».
Dans les années 1960-1970 il se consacre aux recherches sur la pathogenèse des maladies du système endocrinien, les méthodes cliniques et de traitement, ainsi que le traitement de l'infarctus du myocarde et les problèmes d'hémostase.

## Publications
Aliyev est l'auteur de plus de 250 ouvrages scientifiques, dont 12 monographies, manuels et supports pédagogiques, recommandations méthodiques et propositions de rationalisation, inventions, ainsi que de nombreux articles scientifiques et populaires.

## Décorations
- Prix d'État de la RSS d'Azerbaïdjan
- Ordre de la Révolution d'Octobre
- Ordre de l'insigne d'honneur
- Insigne d'excellence en santé de l'URSS
- Médaille d'or de l'Exposition des réalisations économiques nationales de l'URSS